# Psylliodes chalcomerus
Psylliodes chalcomerus är en skalbaggsart som först beskrevs av Johann Karl Wilhelm Illiger 1807.  I den svenska databasen Dyntaxa används istället namnet Psylliodes chalcomera. Psylliodes chalcomerus ingår i släktet Psylliodes och familjen bladbaggar. Artens livsmiljö är jordbrukslandskap, stadsmiljö. Inga underarter finns listade i Catalogue of Life.

## Bildgalleri

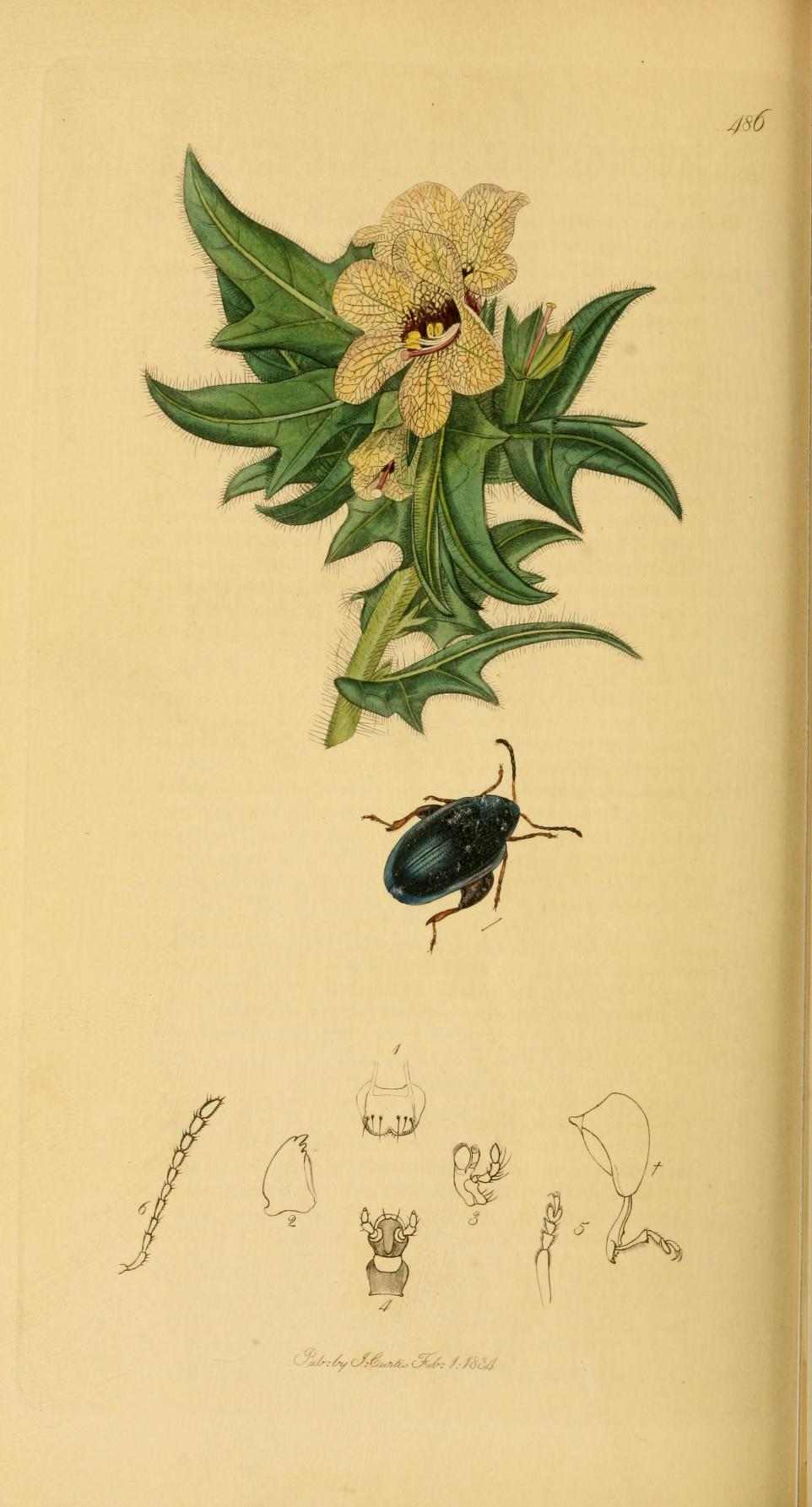